# Pseudachorutes dubius
Pseudachorutes dubius is een springstaartensoort uit de familie van de Neanuridae. De wetenschappelijke naam van de soort is voor het eerst geldig gepubliceerd in 1898 door Krausbauer.